# Nato per combattere
Pour plus de détails, voir Fiche technique et Distribution.
Nato per combattere est un film italien réalisé par Bruno Mattei, sorti en 1989.

## Fiche technique
- Titre : Nato per combattere
- Titre anglophone : Born to Fight
- Réalisation : Bruno Mattei
- Scénario : Claudio Fragasso
- Montage : Bruno Mattei
- Pays d'origine :  Italie
- Format : Couleurs - Dolby Digital
- Genre : Film d'action
- Date de sortie : 1989

## Distribution
- Brent Huff : Sam Wood
- Mary Stavin : Maryline Kane
- Werner Pochath : Duan Loc
- John Van Dreelen : Weber
- Claudio Fragasso : Prisonnier